# Ambystoma krecia
Ambystoma krecia (Ambystoma talpoideum) – gatunek płaza ogoniastego z rodziny ambystomowatych (Ambystomatidae).

## Wygląd zewnętrzny
Osiąga do 10 cm długości. Tułów okrągły w przekroju, ogon krótki, walcowaty, głowa zwarta, płaska i szeroka. Grzbiet ciemnobrązowy z licznymi jasnoniebieskimi, nieregularnymi plamkami, brzuch jasnoszaro-niebieski.

## Tryb życia
Występuje wyłącznie na lądzie. Zazwyczaj przebywa w rozmaitych ziemnych kryjówkach – norach, jamach i chodnikach, a także pod kłodami drewna, pod korą drzew itp.

## Rozmnażanie
Gody odbywają się wiosną w małych zbiornikach wodnych. U godujących osobników wyrasta na grzbiecie niski fałd skórny. Jaja składane są w małych pakietach po 10–40 sztuk i przytwierdzane są do roślin wodnych. Są one sklejone galaretowatą substancją. Larwy przeobrażają się przy długości 5–7 mm. Spotykane są okazy neoteniczne.

## Występowanie
Południowo-wschodnia część Stanów Zjednoczonych Ameryki Północnej – od Karoliny Południowej do północnej Florydy i na zachód do wschodniego Teksasu i południowo-wschodniej Oklahomy, na północ doliną Missisipi do południowego Illinois oraz wyspowo w stanach Karolina Północna, Georgia, Alabama, Tennessee i Kentucky.